# 狩野惟信
狩野 惟信（かのう これのぶ、宝暦3年10月15日（1753年11月9日） - 文化5年1月9日（1808年2月5日）は江戸時代の木挽町家狩野派（江戸狩野）7代目の絵師である。父は狩野典信で、子に狩野栄信がおり、鍬形蕙斎が弟子だった時期がある。号は養川（法眼時代）、養川院（法印時代）、玄之斎。号と合わせて養川院惟信と表記されることも多い。

## 来歴
狩野栄川典信の長男として生まれる。父が築いた地位を順調に受け継いで、歴代の狩野派の絵師の中でも異例に早い出世を遂げる。明和元年（1764年）12歳で早くも奥御用を務め、父と同様10代将軍徳川家治や老中田沼意次に厚遇され、天明元年（1781年）29歳で法眼に叙せられる。寛政2年（1790年）父の跡をうけ、木挽町狩野家を継ぐ。更に寛政6年（1794年）42歳で法印となり、病死が続いた宗家の中橋狩野家を尻目に、奥絵師四家筆頭の地位を確たるものにする。江戸城障壁画や京都御所関係の絵事を多く手がけた。文化5年（1808年）、56歳で死去。
早い栄達の割に画風は大人しく、父・典信が推進した江戸狩野派の新たな展開に大きく寄与することはなかった。しかし、大和絵を良くし、温和で軽妙な筆致に持ち味がある。

## 代表作
| 作品名             | 技法                              | 形状・員数 | 寸法（縦x横cm）  | 所有者                           | 年代     | 落款                                          | 備考               |
| ------------------ | --------------------------------- | ---------- | ---------------- | -------------------------------- | -------- | --------------------------------------------- | ------------------ |
| 四季耕作図屏風     | 紙本著色金砂子                    | 六曲一双   |                  | 山口・下関市立美術館             | 法眼以前 |                                               |                    |
| 瀑布図屏風         | 絹本墨画                          | 六曲一双   |                  | 公益財団法人宇和島伊達文化保存会 | 法眼以前 |                                               |                    |
| 四季花鳥図屏風     | 紙本著色                          | 六曲一双   |                  | 東京・板橋区立美術館             |          |                                               |                    |
| 唐子琴棋書画図屏風 |                                   | 六曲一双   |                  | 鹿児島・尚古集成館               | 法眼時代 |                                               |                    |
| 獅子図             |                                   | 双幅       |                  | 個人                             | 法眼期   |                                               |                    |
| 富嶽十二ヶ月図巻   | 紙本着色                          | 1巻        | 27.4×1083.3      | 静岡県立美術館                   | 法眼時代 |                                               |                    |
| 山水図押絵貼屏風   | 紙本墨画着色                      | 六曲一隻   |                  | 静岡県立美術館                   | 法眼時代 |                                               |                    |
| 馬師皇・百馬図     | 絹本著色                          | 3幅対      | 各138.1x63.5     | 公益財団法人宇和島伊達文化保存会 | 法眼時代 | 各幅に款記「養川法眼筆」/「惟信之印」白文方印 |                    |
| 唐子遊・山水図屏風 | 表・紙本金地著色 裏・紙本金地墨画 | 六曲一双   | 73.9x252.8       | 永青文庫（熊本県立美術館寄託）   | 法印時代 |                                               |                    |
| 戸山荘八景図巻     |                                   |            |                  | 愛知・徳川美術館                 |          |                                               |                    |
| 虎図               | 絹本著色                          | 額装1面    | 30x35            | いすみ市郷土資料館               |          |                                               | いすみ市指定文化財 |
| 琴棋書画図         | 絹本著色                          | 額装1面    | 30x35            | いすみ市郷土資料館               |          |                                               | いすみ市指定文化財 |
| 鶴亀図             | 絹本著色                          | 双幅       | 121.0x47.0（各） | 冷泉家                           |          |                                               |                    |
| 龍図               |                                   |            |                  | 龍雲寺本堂格天井                 |          |                                               |                    |
| 十二ヶ月図         |                                   | 12幅       |                  | 江戸東京博物館                   |          |                                               | 息子栄信との合作   |
| 十二ヶ月和歌画帖   | 絹本著色                          | 1帖        |                  | 香川県立ミュージアム             |          |                                               | 息子栄信との合作   |

## 参考資料
- 山下裕二監修 安村敏信 山本英男 山下善也筆 『狩野派決定版』 平凡社〈別冊太陽 日本のこころ131〉、2004年 ISBN 978-4-5829-2131-1
- 展覧会図録 『狩野派の三百年』 東京都江戸東京博物館、1998年